# Гульбинович, Хенрик Роман
Хенрик Роман Гульбинович (пол. Henryk Roman Gulbinowicz; 17 октября 1923, Вильно, Виленское воеводство — 16 ноября 2020, Вроцлав) — польский кардинал. Титулярный епископ Акци и апостольский администратор Белостока с 12 января 1970 по 3 января 1976. Архиепископ Вроцлава с 3 января 1976 по 3 апреля 2004. Кардинал-священник с титулом церкви Иммаколата-Кончеционе-ди-Мария-а-Гроттаросса с 25 мая 1985.

## Ранние годы
Родился 17 октября 1923 года, в Шукишках, архиепархия Вильнюса, Польша (ныне Литва). Сын Антония Гульбиновича и Валерии Гаевской. Он получил таинство конфирмации в 1940 году в Вильнюсе от Ромуальда Ялбжиковского, архиепископа Вильнюса. Его родители изменили его свидетельство о рождении, с помощью местного священника, чтобы он смог избежать призыва в Красную Армию или отправлен в трудовой лагерь. 1928 год был вписан как год его рождения; правильный год рождения не был публично признан до февраля 2005 года.

## Образование и священство
Образование получил в семинарии Вильнюса и семинарии Белостока, Католическом университете Люблина, в Люблине (доктор нравственного богословия).
Рукоположён был Хенрик Гульбинович, 18 июня 1950 года, в про-кафедральном соборе Успения Девы Марии, в Белостоке, рукополагал Ромуальд Ялбжиковский, архиепископ Вильнюса. Инкардинирован в епархию Белостока, в Польше. Пастырское служение в Белостоке в 1950—1951 годы. Дальнейшее обучение в 1951—1955 годы, в Люблине. Капеллан академии Белостока в 1956—1959 годы. Преподаватель семинарии Вармии, в Вармии, и чиновник в епархиальной курии в Ольштыне в 1959—1970 годы.

## Епископ и архиепископ
12 января 1970 года избран титулярным епископом Аччи и апостольским администратором Белостока, польских территорий архиепархии Вильнюса. Рукоположён 8 февраля 1970 года, про-кафедральном соборе Успения Девы Марии, в Белостоке, кардиналом Стефаном Вышинским, архиепископом Гнезно и Варшавы при содействии Юзефа Джазги — титулярного епископа Синиандо, апостольского администратором ad nutum Sanctæ Sedis для Центральной и Южной частей епархии Вармии, и Казимежа Майданского — титулярного епископа Цороло, вспомогательного епископа Влоцлавека. 3 января 1976 года назначен архиепископом Вроцлава.

## Деятельность в коммунистической Польше
Руководя этой местной Церковью в эти годы, он создал множество пастырских центров в этом большом регионе. Кроме того, он основал выходящий раз в две недели журнал «Nowe Zycie» (Новая жизнь) и короновал статую Девы Марии в качестве покровительницы известной святыни Вамбьежице (пол. Wambierzyce) в Силезии, которая постоянно привлекает паломников.
За несколько дней до введения военного положения в 1981 году местный филиал профсоюза «Солидарность» снял с банковского счета 80 миллионов польских злотых, что эквивалентно на сегодняшний день 100 миллионам долларов, и отдал на хранение наличными Гульбиновичу, который скрыл это от коммунистического режима во время делегализации «Солидарности».

## Кардинал
Возведён в кардиналы-священники папой римским Иоанном Павлом II на консистории от 25 мая 1985 года, получил красную биретту и титулярную церковь Иммаколата-Кончеционе-ди-Мария-а-Гроттаросса.
17 октября 2003 года Хенрику Гульбиновичу исполнилось 80 лет и он потерял право на участие в Конклаве. 3 апреля 2004 года папа римский Иоанн Павел II принял его отставку с поста архиепископа Вроцлава.

## Разное
Хенрик Гульбинович является автором ряда работ в области нравственного и догматического богословия, а также по формации духовенства.

## Награды
- Орден Белого орла (17 октября 2008 года)[9]
- Командор со звездой ордена Возрождения Польши (3 февраля 1995 года)[10]
- Золотая медаль «За заслуги в культуре Gloria Artis»[11]
- Орден Улыбки[12]